# آرلت مارشال
آرلت مارشال (انگلیسی: Arlette Marchal; ۲۹ ژانویهٔ ۱۹۰۲ – ۱۱ فوریهٔ ۱۹۸۴) بازیگر اهل کشور فرانسه بود.
از فیلم‌هایی که وی در آنها نقش داشته‌است می‌توان به بال‌ها، بدون گذاشتن نشانی، هولا و جنتلمنی از پاریس اشاره کرد.